# Köhlerteich

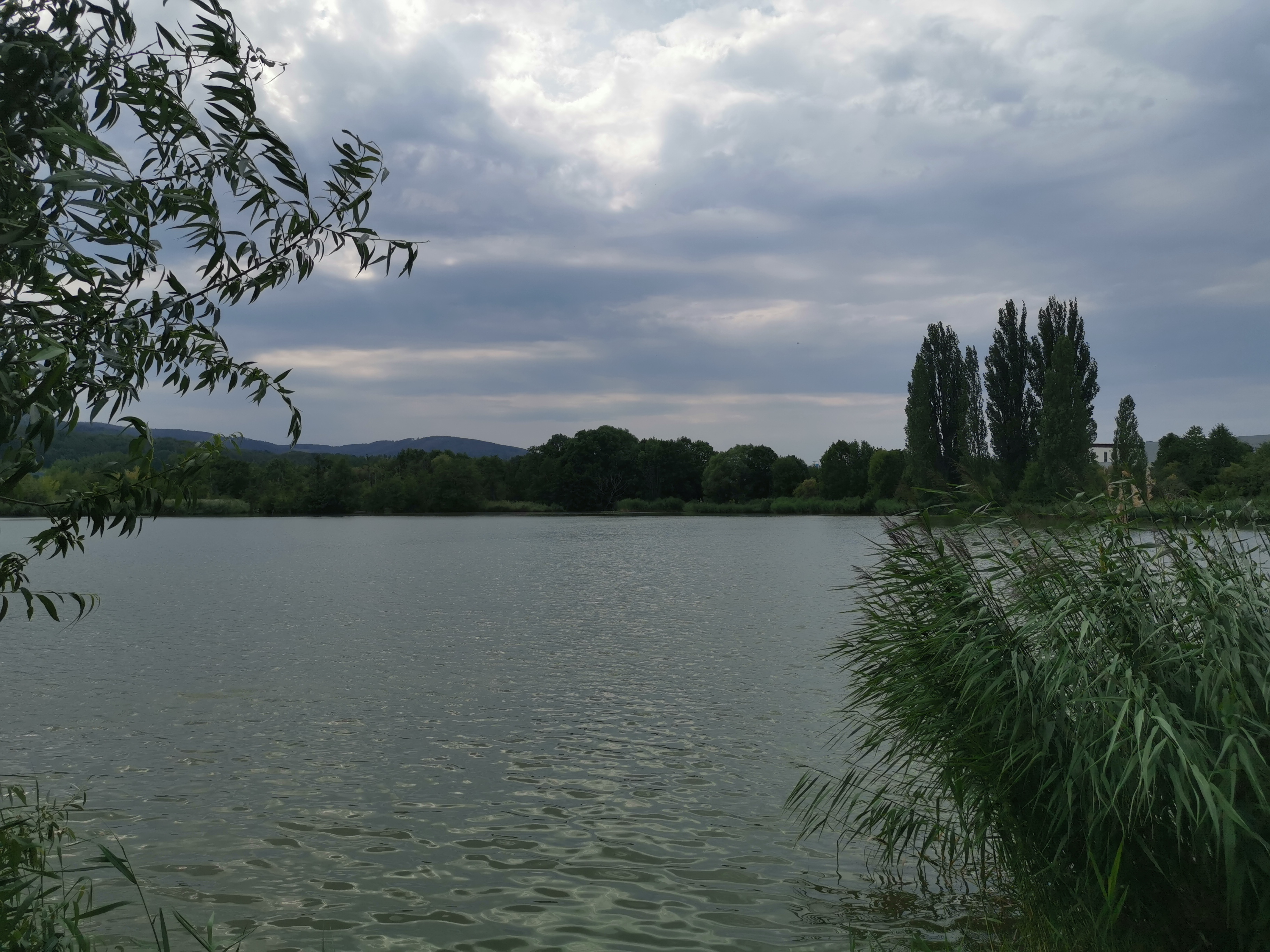
Blick vom Ostufer des Köhlerteichs

Köhlerteich ist der Name eines stehenden Gewässers in Wernigerode am Harz. Der renaturierte Teich war Teil der Landesgartenschau 2006 von Sachsen-Anhalt.

## Geschichte
Der aus dem Mittelalter stammende Teich diente dem Fischfang in der Grafschaft Wernigerode und der Versorgung der Grafen zu Stolberg mit Fisch. Benannt wurde der Teich im 17. Jahrhundert nach der Besitzerfamilie Köhler. Sein ursprünglicher Name war Marklingeröder Teich, benannt nach der späteren Wüstung Marklingerode, nordwestlich von Wernigerode.